# (8985) Tula
(8985) Tula (1978 PV3) – planetoida z pasa głównego asteroid okrążająca Słońce w ciągu 3,39 lat w średniej odległości 2,26 au. Odkryta 9 sierpnia 1978 roku.